# Liste der Kulturdenkmäler in Eckersweiler
In der Liste der Kulturdenkmäler in Eckersweiler sind alle Kulturdenkmäler der rheinland-pfälzischen Ortsgemeinde Eckersweiler aufgeführt. Grundlage ist die Denkmalliste des Landes Rheinland-Pfalz (Stand: 12. Juni 2023).

## Einzeldenkmäler
| Bezeichnung         | Lage               | Baujahr | Beschreibung                                               | Bild            |
| ------------------- | ------------------ | ------- | ---------------------------------------------------------- | --------------- |
| Evangelische Kirche | Hauptstraße 1 Lage | 1169    | Saalbau, 1758; Westturm mit Achteckhelm, 1169 oder um 1470 | Fotos hochladen |